# Kirschblütenrennen 2024
De 62e editie van de wielerwedstrijd Kirschblütenrennen vond plaats op 28 april 2024. De wedstrijd startte en finishte in Wels en was 169,6 kilometer lang. De wedstrijd maakte voor het eerst deel uit van de UCI Europe Tour, met de categorie 1.2. De Slowaak Lukáš Kubiš won de wedstrijd na een sprint met een kleine groep, voor Emanuel Zangerle en Roger Kluge.
Het Nederlandse Universe Cycling Team stond met zes renners aan de start. Tim Bierkens was namens Epronex-Hungary Cycling Team de zevende Nederlandse deelnemer. Er stonden geen Belgen aan de start.

## Uitslag
| Plaats  | Naam                      | Ploeg                     | Tijd     |
| ------- | ------------------------- | ------------------------- | -------- |
| Winnaar | Lukáš Kubiš               | Elkov-Kasper              | 3u53'21" |
| 2       | Emanuel Zangerle          | Felbermayr Felt           | z.t.     |
| 3       | Roger Kluge               | Rad-Net Oßwald            | z.t.     |
| 4       | Sebastian Putz            | Tirol KTM                 | z.t.     |
| 5       | Alexander Konysjev        | Vorarlberg                | z.t.     |
| 6       | Jaka Primožič             | Hrinkow Advarics          | z.t.     |
| 7       | Richard Riška             | ATT Investments           | + 4"     |
| 8       | Tomáš Obdržálek           | Elkov-Kasper              | + 12"    |
| 9       | Jonas Rapp                | Hrinkow Advarics          | + 50"    |
| 10      | Rasmus Lundtoft Lindbjerg | Give Elementer            | + 1'27"  |
| 11      | Jakub Ťoupalík            | Elkov-Kasper              | z.t.     |
| 12      | Matyáš Fiala              | ATT Investments           | z.t.     |
| 13      | Albert Gathemann          | P&S Metalltechnik Benotti | z.t.     |
| 14      | Paweł Szóstka             | Lubelskie Perła Polski    | z.t.     |
| 15      | Ádám Kristóf Karl         | Epronex-Hungary           | z.t.     |
| 16      | Riccardo Verza            | Hrinkow Advarics          | z.t.     |
| 17      | Dylan Hopkins             | Ljubljana Gusto Santic    | z.t.     |
| 18      | Red Walters               | XSpeed United             | z.t.     |
| 19      | Lukas Rüegg               | Vorarlberg                | z.t.     |
| 20      | Julian Kot                | Lubelskie Perła Polski    | z.t.     |
|         |                           |                           |          |
| 21      | Lars Quaedvlieg           | Universe                  | z.t.     |